# Борисов-Арена
«Борисов-Арена» — футбольний стадіон у місті Борисові, Білорусь. Домашня арена ФК «БАТЕ».
Стадіон побудовано та відкрито 2014 року. Автори проєкту — працівники словенської фірми «Ofis arhitekti». Компанія відома розробкою проєкту стадіону «Людскі врт» — домашньої арени ФК Марибор. Офіційно відкрився 3 травня 2014 року фінальним матчем розіграшу Кубка Білорусі між гродненським «Неманом» та солігорським «Шахтарем».